# Pravila obveznega zdravstvenega zavarovanja
Pravila obveznega zdravstvenega zavarovanja so podzakonski predpis Zakona o zdravstvenem varstvu in zdravstvenem zavarovanju, s katerim se v Republiki Sloveniji podrobneje urejajo vrste in obseg pravic, obveznosti zavezancev in zavarovanih oseb, pogoji in postopki uresničevanja pravic, standardi zdravstvenih storitev in medicinskih pripomočkov, varstvo pravic zavarovanih seb in nadzor uresničevanja pravic in obveznosti.